# 比克瑟伊 (奥布省)
比克瑟伊（法語：Buxeuil）是法国奥布省的一个市镇，属于特鲁瓦区（Troyes）塞纳河畔巴尔县（Bar-sur-Seine）。该市镇2009年时的人口为130人。

## 人口
比克瑟伊人口变化图示
| 数据来源：INSEE |